# Ab ovo

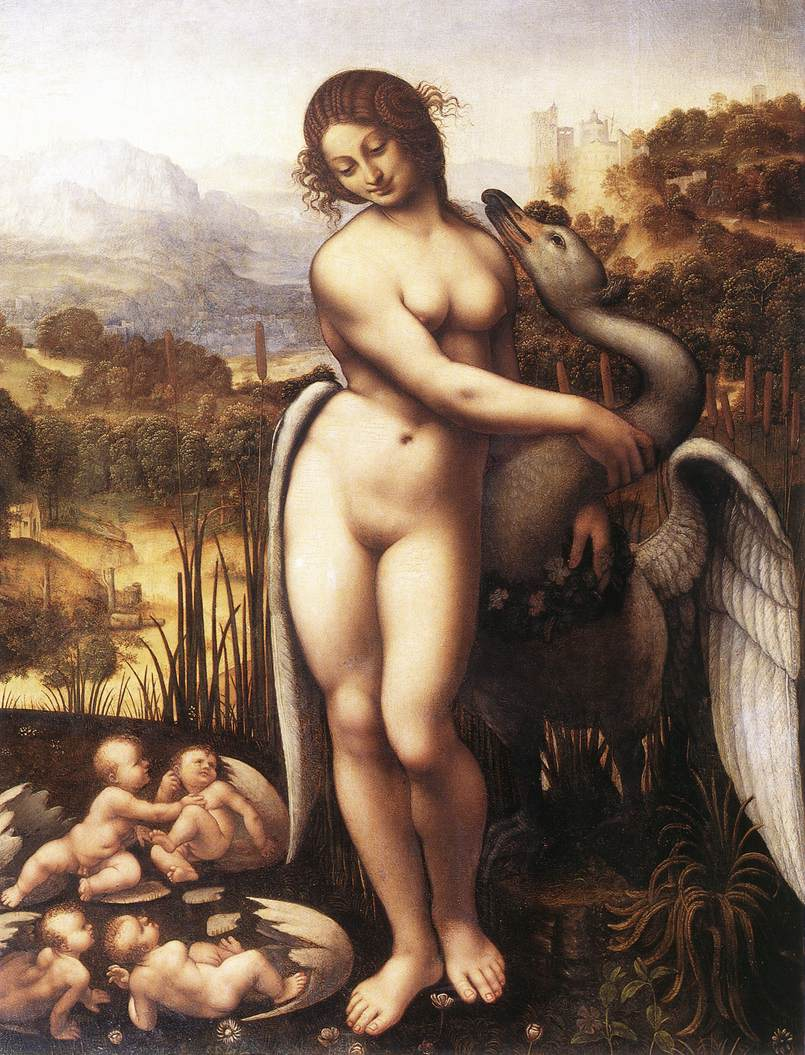
Leda e o Cisne, cópia de Cesare da Sesto, pupilo de Leonardo, baseado no original perdido. Helena e Clitemnestra são mostradas emergindo de um ovo; Castor e Pólux de outro.

Ab ovo é uma expressão latina que significa "desde o ovo" (ou seja, "desde o início", "desde a origem").

## Origens da expressão
A expressão tornou-se famosa por ter sido empregada pelo poeta romano Horácio em sua obra Arte Poética, referindo-se a Homero que, ao escrever sobre a destruição de Troia não começou "ab ovo", ou seja, do nascimento lendário de Helena de Troia a partir de um ovo (a mãe dela, Leda, havia se relacionado com Zeus que surgira sob a forma de um cisne), mas sim descreve os acontecimentos no campo de batalha, e no último dos dez anos da Guerra de Troia.
Outra teoria para a origem de "ab ovo" sugere que ela faria parte de uma expressão latina maior, ab ovo usque ad mala (ou "do ovo às maçãs"), que se referia originalmente ao início e fim de um banquete romano (começando pelo antepasto - ovos - e terminando na sobremesa - maçãs).
Todavia, é quase certo que o uso da expressão na literatura vem mesmo da obra de Horácio, como se pode notar, por exemplo, na introdução de "Esaú e Jacó" de Machado de Assis, ou de "Guerra e Paz" de Leon Tolstói.
Na crítica literária a expressão é utilizada para determinar uma história que se inicia no nascimento do personagem principal, em oposição à expressão in media res.